# Ecologische tuin (Arnhem)
De Ecologische tuin is gelegen in het Spijkerkwartier een wijk dicht bij het centrum van Arnhem. De tuin is ontworpen en aangelegd door vrijwilligers die ook het onderhoud in handen hebben. Daarbij bestaat een samenwerkingsverband met de gemeente Arnhem.

## Geschiedenis
Het plan voor de tuin ontstond toen de gemeente in 1983 voorstelde om op het vrijgekomen binnenterrein van de oude lederwarenfabriek een parkeerplaats aan te leggen. 
Omwonenden kwamen toen in verzet en ze maakten andere plannen voor het leegstaande binnenterrein. Door samenwerking van bewoners en gemeente ontstond na enkele jaren hard werken een natuurrijke" tuin. 
Toen de gemeente akkoord ging om in het leegstaande binnenterrein geen parkeerplaats meer te maken, kwamen ze met een plan om er een plantsoen aan te leggen, maar de omwonenden waren het daar niet mee eens want zij wouden dat er juist plek kwam voor kinderen om te spelen en een plek waar meer wilde planten konden groeien. De gemeente heeft hier uiteindelijk mee ingestemd en de tuin werd aangelegd door veel vrijwilligers. 
Na 3 jaar, op 13 september 1986, is de tuin officieel geopend. De tuin wordt onderhouden door vrijwilligers, die daartoe van de gemeente een jaarlijkse subsidie krijgen om gereedschap en planten te kopen.

## Galerij

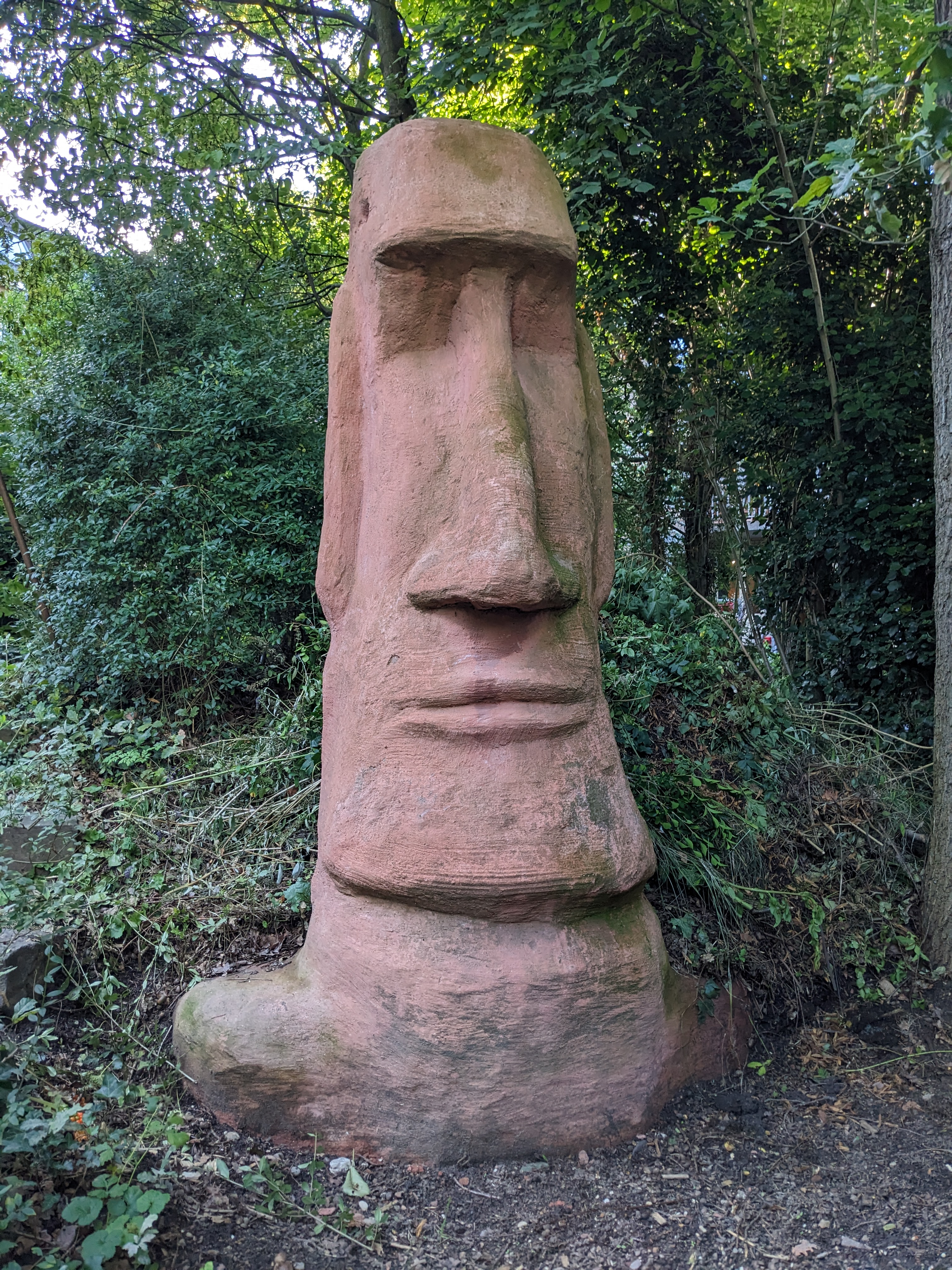
Paaseilandbeeld
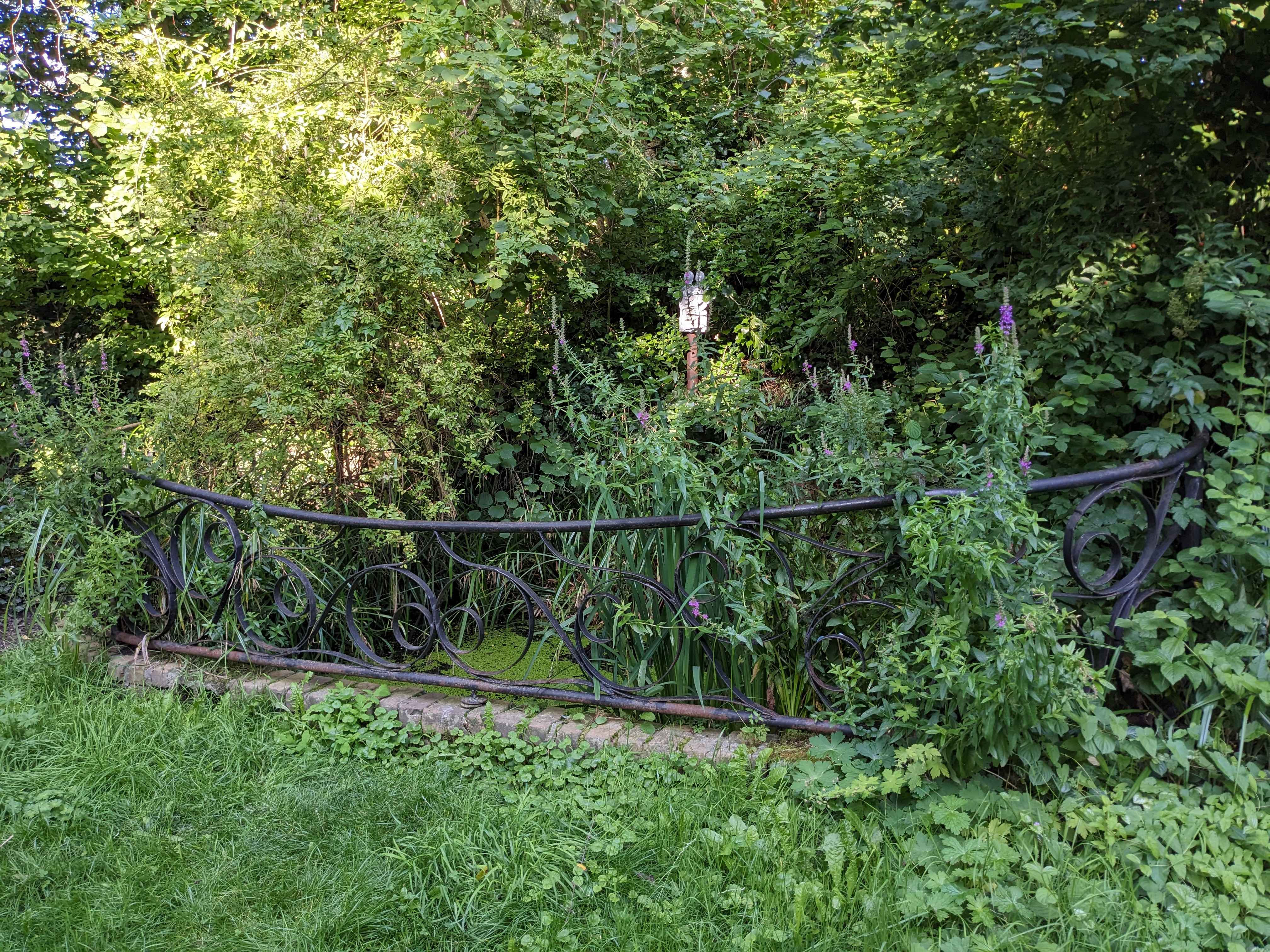
Hekwerk met kikkervisjesmotief
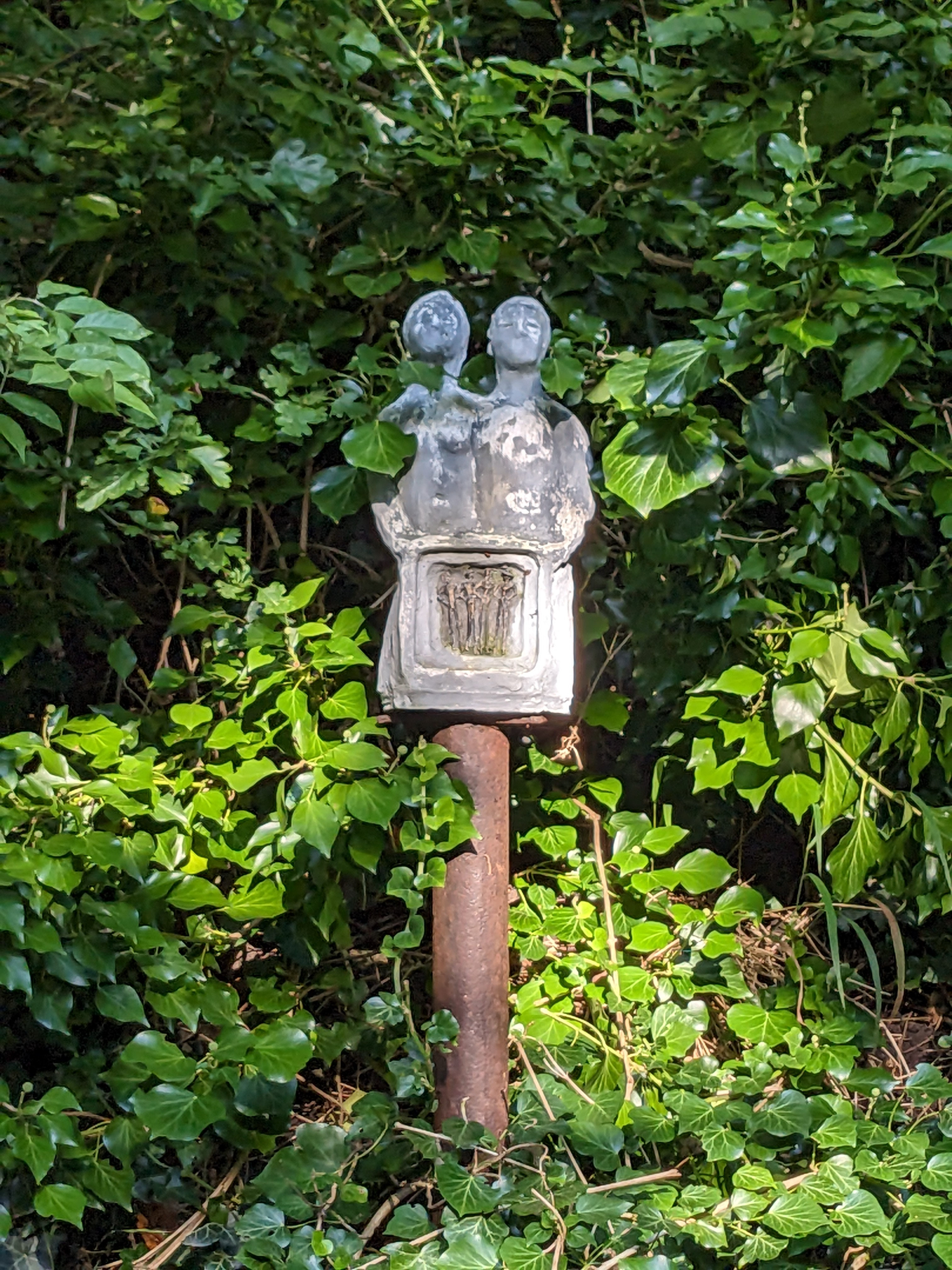
'Verwondering'